# Taphroscelidia linearis
Taphroscelidia linearis är en skalbaggsart som först beskrevs av Leconte 1863.  Taphroscelidia linearis ingår i släktet Taphroscelidia och familjen Passandridae. Inga underarter finns listade i Catalogue of Life.